# خورشیدگرفتگی ۵ مارس ۱۹۲۴
خورشیدگرفتگی ۵ مارس ۱۹۲۴ (به انگلیسی: Solar eclipse of March 5, 1924) یک خورشیدگرفتگی از نوع خورشیدگرفتگی جزئی است. این خورشیدگرفتگی در تاریخ ۵ مارس ۱۹۲۴ میلادی (‎۱۴ اسفند ۱۳۰۲ خورشیدی) روی داد که زمان اوج آن، ساعت ۱۵:۴۴:۲۰ به‌وقت ساعت هماهنگ جهانی بوده‌است.